# Forsaringen
Forsaringen, med signum Hs 7, är en järnring från Forsa kyrka i Hälsingland, som sannolikt är Nordens äldsta bevarade rättskälla. Den har även fungerat som ett dörrhandtag. 

## Allmänt
Forsaringen har suttit fastnitad på en dörr mellan vapenhuset och kyrkorummet i Forsa medeltida kyrka innan denna revs 1840 och ringen tillvaratogs. En kopia finns nu att beskåda i nya Forsa kyrka medan pastorsexpeditionen tagit hand om originalet.
Forsaringen som är ett utsökt hantverk av järnsmide har en diameter av 45 centimeter. I ringens nedre del sitter ett litet kristet kors. Förutom att ha varit ett dörrhandtag så påminner den om en dörrklapp och likheten med en torshammarring är påtaglig. Ringen är fullristad med kortkvistrunor på båda sidorna och de flesta forskare anser att en datering till 900-talet är mest rimlig. Sophus Bugge (1877) och Carl Löfving (2010) har dock föreslagit att den skulle kunna vara medeltida.
Enligt en 1700-talssägen har ringen ursprungligen suttit på dörren till Högs kyrka i Högs socken, där byarna Tåsta och Hjortsta är belägna. (Se Åsak och Hjortsta). I Hög fanns under vikingatiden, då ringen skapades, inte mindre än tre olika kungsgårdar och det var sannolikt på deras innehavares initiativ som en central sockenkyrka byggdes i Hög.

## Innehåll
Forsaringens runinskrift är Sveriges äldsta juridiska dokument och består av stadgar om dåtida böter. Det är omtvistat om ringen syftar på böter till den katolska kyrkan eller till ett hedniskt vi.
Av lagtexten framgår att straffen fördubblades efter varje ny förseelse upp till tre gånger. 

## Inskriften

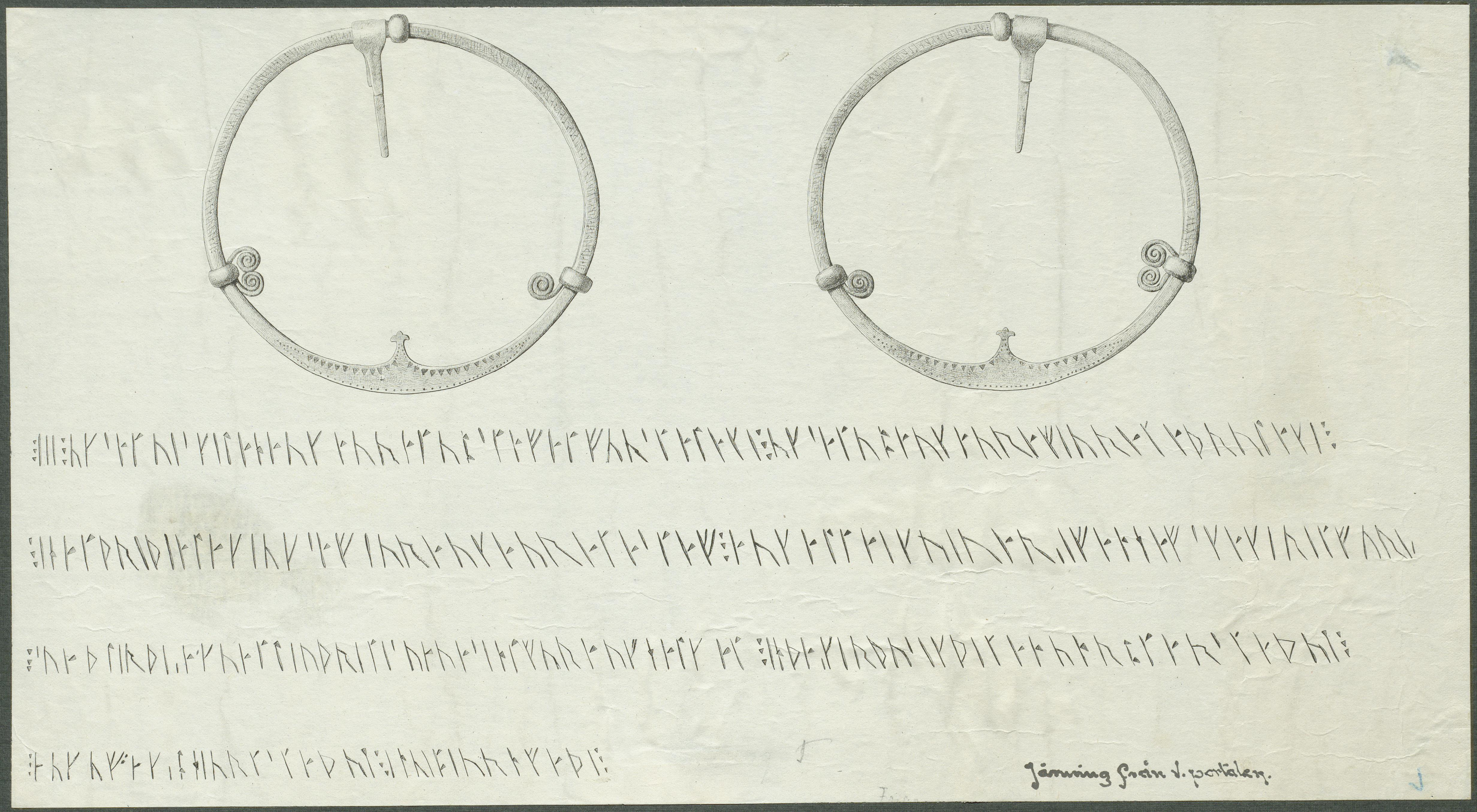
Teckning av runorna på ringen.

### Bugge
En äldre translitterering och översättning av Sophus Bugge lyder:
Translitterering av runraden:
:uksa tuiskilan auk aura tua staf at fursta laki:
:uksa tua (a)uk aura fiura (a)t aþru laki:
:in at þriþia laki uksa fiura (a)uk aura (a)ta staf:
:auk alt aiku i uarʀ if an hafskaki rit furiʀ:
:suaþ lirþiʀ aku at liuþriti sua uas int fur auk halkat:
:in þaʀ kirþu sik þita (a)nunr a tarstaþum:
:auk ufakʀ a hiurtstaþum:
:in uibjurn faþi.

Översättning till nusvenska:
En tvegill oxe och två öre till stav för första gången:
:två oxar fyra öre för andra gången:
:men för tredje gången fyra oxar och åtta öre till stav:
:och all egendom i kvarstad om han icke gör rätt för sig:
:det som de lärde tillkommer enligt landets lag, det blev förr stadgat och stadfäst:
:men de gjorde sig detta; Anund i Tåsta:
:och Ofeg i Hjortsta:
:men Vibjörn ristade.

### Rundata
Translitterering av runraden:
§A ÷ uksa tuiskilan auk aura tuo staf at fursta laki ÷ uksa tuo auk aura fiura| |at aþru laki ÷ ¶ ÷ in at þriþia laki uksa fiura| |auk aura| |ata staf ÷ auk alt aiku i uarʀ if an hafsk aki rit furiʀ 
§PB ÷ suaþ liuþiʀ aku at liuþriti sua uas int fur auk halkat ÷ in þaʀ kirþu sik þita| |anunr o tarstaþum ÷ ¶ ÷ auk ufakʀ o hiurtstaþum ÷ in uibiurn faþi ÷
§QB ÷ suaþ liuþiʀ aku at liuþriti sua uas int fur auk halkat ÷ in þaʀ kirþu sikþ| |þita| |anunr o tarstaþum ÷ ¶ ÷ auk ufakʀ o hiurtstaþum ÷ in uibiurn faþi ÷
Normalisering till runsvenska:
§A Oxa tvisgildan ok aura tva staf at fyrsta lagi, oxa tva ok aura fiura at aðru lagi, en at þriðia lagi oxa fiura ok aura atta staf, ok allt æigu i værr, ef hann hafsk ækki rett fyriʀ, 
§PB svað liuðiʀ æigu at liuðretti, sva vas innt fyrr ok hælgat. En þæiʀ gærðu sik þetta, Anundr a Tarstaðum ok Ofagʀ a Hiortstaðum. En Vibiorn faði. 
§QB svað liuðiʀ æigu at liuðretti, sva vas innt fyrr ok hælgat. En þæiʀ gærðu sægð(?) þetta(?), Anundr a Tarstaðum ok Ofagʀ a Hiortstaðum. En Vibiorn faði.
Översättning till nusvenska:
§A En oxe och två öre (i böter) till "stav" för att återställa vi i gillt skick första gången; två oxar och fyra öre för andra gången; men för tredje gången fyra oxar och åtta öre; och all egendom i kvarstad, om han icke gör rätt för sig.
§PB Det som folket äger att kräva enligt landets lag, det blev förr stadgat och stadsfäst. Men de gjorde sig detta, Anund i Tåsta och Ofeg i Hjorsta. Men Vibjörn ristade.

## Tolkning
1979 hävdade den norske runologen Aslak Liestøl att nyckelordet är liuþir och inte lirþir. Liestøl menar att liuþir betyder "folket", även om kritiker som Löfving menar att detta ord inte är belagt någon annanstans. Forsaringens inskrift behandlar enligt Liestøls tolkning folkrätt i Hälsingland under tidig vikingatid. Runorna är av äldre modell, men många ord och begrepp har hävdats vara medeltida, såsom myntenheten öre och begreppet "värja" (ringens uarʀ). Dock kan öre likväl vara en äldre viktenhet. Inskriften är således fortfarande mycket omdiskuterad, och nya tolkningar till enskilda delar av texten framkommer ideligen. Trots oenigheten om dateringen verkar vikingatiden rådande i nyare litteratur (Brink 2002, Dick Harrison 2009).
Läsning markerad med §Q tillhör Magnus Källström, han menar att man kan översätta inskriftens slut som "så var tidigare framsagt och helgat, men de gjorde utsagan fast Anund i Tåsta och Ofeg i Hjortsta, men Vibjörn ristade", d.v.s. Anund och Ofeg bestämde formulering på ringen ifrån muntligt tradition av lagbudet. Källström argumenterar, att ringen tillkom på 900-talet.